# Фула–американцы
Фула – американцы, фулани– американцы либо американцы – фульбе – граждане США, являющиеся представителями народа фульбе по происхождению.
Первые представители народа фульбе были насильно вывезены в США в ходе транслатлантической работорговли из различных частей западной и центральной Африки.
Многие фульбе приехали из Гвинеи, Сенегала, Гвинеи-Биссау, Сьерра-Леоне, Нигерии и Камеруна. Большая часть мигрировавших сенегальцев принадлежала к народам мандинка и фула.
Вновь прибывшие в 1990х мигранты из фула составляют значительную долю в сообществе американских мусульман.

## Известные представители
- Айра Фредерик Олдридж
- Энтони Андерсон
- Яроу Мамут
- Хамиду Диалло